# Kuraschowka
Kuraschowka (russisch Курашовка) ist ein Dorf (derewnja) in der Oblast Kursk in Russland. Es gehört zum Rajon Fatesch und zur Landgemeinde (selskoje posselenije) Rusanowski selsowjet.

## Geographie
Der Ort liegt gut 48 km Luftlinie nordwestlich des Oblastverwaltungszentrums Kursk im südwestlichen Teil der Mittelrussischen Platte, 5,5 km westlich des Rajonverwaltungszentrums Fatesch, 4,5 km vom Sitz des Dorfsowjet – Bassowka, 97,5 km von der Grenze zwischen Russland und der Ukraine, im Becken der Ussoscha (linker Nebenfluss der Swapa im Becken des Seim).

### Klima
Das Klima im Ort ist wie im Rest des Rajons kalt und gemäßigt. Es gibt während des Jahres eine erhebliche Niederschlagsmenge. Dfb lautet die Klassifikation des Klimas nach Köppen und Geiger.

## Bevölkerungsentwicklung
| Jahr | Einwohner |
| ---- | --------- |
| 1979 | 25        |
| 2002 | 0         |
| 2010 | 0         |

Anmerkung: Volkszählungsdaten

## Verkehr
Kuraschowka liegt 3,5 km von der Fernstraße föderaler Bedeutung M2 „Krim“ als Teil der Europastraße E105, 2,5 km von der Straße regionaler Bedeutung 38K-038 (Fatesch – Dmitrijew), 2 km von der Straße interkommunaler Bedeutung 38N-679 (38K-038 – Soldatskoje – Schuklino) und 29 km von der nächsten Eisenbahnhaltestelle 29 km (Eisenbahnstrecke Arbusowo – Luschki-Orlowskije) entfernt.
Der Ort liegt 168 km vom internationalen Flughafen von Belgorod entfernt.